# 山陰方言
山陰方言（さんいんほうげん）では、山陰地方で話される日本語の方言、東山陰方言と雲伯方言を取り扱う。

## 概要
方言区画では、東山陰方言は中国方言に属し、雲伯方言は西日本方言の独立区画とされることが多い。しかし東山陰と雲伯が共通して持ち他の西日本と対立する要素もあり、山陰方言はしばしば東日本方言との類似が指摘される。

## 下位区分
- 東山陰方言
  - 丹後弁
  - 但馬弁
  - 因州弁
  - 倉吉弁
- 雲伯方言
  - 西伯耆方言
  - 出雲方言
  - 隠岐方言

## 発音
山陰全体の特徴
山陰独自の特徴として、中古の「アウ」の発音が変化して「アー」という発音になっている。日本の他の方言では「アウ」は「オー」に変化したため、山陰一帯には共通語と同じ意味でも違う発音の語・語法が多く存在する。
東山陰方言
全域が東京式アクセントである。雲伯方言のようなズーズー弁要素はない。
雲伯方言
音韻体系が東北方言（北奥羽方言）に似ており、「ズーズー弁」といわれる。
以下、北奥羽方言と出雲方言の音韻比較。
- 両方に共通する要素
  - イ段、ウ段の母音が中舌的である。
  - エ段の母音が狭い。
  - 母音単独拍のイとエが混同してエになる。
  - シとス、チとツ、ジとズが/si/、/ci/、/zi/に統合している（ズーズー弁、ジージー弁）
  - 母音融合が比較的多い。
  - 合拗音が残存する。
  - セ、ゼをシェ、ジェと発音することがある。
  - 狭母音の無声化がある。
  - ヒ、ヘなどにフィ、フェが残存し、かつてはファ、フォなども聞かれた。
  - アクセントが北奥羽式アクセントである。（母音の広狭による型の分裂がある。）

- 北奥羽方言だけの特徴 
  - 語中のカ行、タ行が有声化（濁音化）する。
  - ガ行鼻濁音がある。
  - 語中のザ行、ダ行、バ行の前に入り渡り鼻音が入る。
  - セがヒェ、ヘになることがある。
  - アイが融合してできたエァという母音音素がある。
  - 平板型が全て低い低平型になる傾向がある。

- 雲伯方言だけの特徴 
  - ガ行鼻濁音がなく語中でも破裂音である。
  - 語末拍のラ行子音が脱落して長音化する。
  - 語末拍のミ、ム、ニ、ヌやビ、ブが撥音化することがある。
  - イとエが混同する。例）命→えのち、枝→いだ[ïda]
  - ウとオが混同してオになる。 例）歌→おた、麦→もぎ[mogï]
  - 「く」「ぐ」「ふ」を除くほとんどのウ段音がイ段音との区別を失って[ï]と発音される。例）[jabï]（やぶ）、[kaːrasïdzïme]（河原雀）
  - ウ段拗音はイ段長音になる。 例）牛乳→ぎーにー
  - 開音がアー、合音がオーで開合の区別がある。
  - 無声子音+狭母音+無声子音+狭母音や、無声子音+狭母音+鼻音・流音などの環境でも無声化が起こる。
  - 有声子音+狭母音の拍が高くなることを嫌う傾向があり、遅上がりや助詞が付いた際の下げ核の後退が起こることがある。

## 文法
山陰固有の要素
「アウ→アー」の変化により、山陰方言では特殊な活用形がみられる。推量・勧誘・意志を表す形に、「行こう」「だろう」ではなく「行か（あ）」「だら（あ）」が用いられる（「いかむ→いかう→いかあ」という変化と思われる）。そのため未然形にオ段の活用語尾はなく、四段活用となる。また、「-アイ」型の形容詞の連用形は、「たか（あ）て」「あか（あ）なる」のようにア段の活用をする（「高くて→たかうて→たかあて」）。また、語尾が「アウ」となる動詞（「買う・会う」など）が「-て・た」の形になるときは、「かあて」（買って）「かあた」（買った）となるが、「かって」「かった」のような促音便もよく使われ、隠岐では促音便しかない。
西日本方言（山陽）と共通する要素
- 否定助動詞は「ん」である。
- 居るは「おる」である。
- 完了と進行のアスペクトを区別する。ただし出雲や隠岐では現在形では区別がない。
- 理由は「故に（けに）」に由来する「けえ、けん等」を用いる。（丹後、但馬では「で」や「さかいに」などを用いる）
- 形容詞連用形がウ音便または語幹になる。ただし「たこー」ではなく「たか(あ)」となる。
- 語彙は中国地方全体で共通なものが比較的多い。

他の西日本方言と対立する要素（東日本方言と共通する要素）
- 断定の助動詞は「だ」である。（西日本の多くは「じゃ、や」）
- ワ行五段動詞の連用形は、「思った」「洗った」のように促音便を用いる。（「買う」「会う」など数語はウ音便も使うが、アウ→アーの変化のある地域では「買あた」「会あた」のような形を用いる。）
  - 同様の特徴として「～てしまった」は「～てしまった、～ちまった、～ちゃった」を用いる（「～てしもーた」とは言わない）。

- 標準語における意志・勧誘の助動詞「う」は「あ」となる。（例）「行かあと思う」三河弁にもこの形がある。また推量は「～だら(あ)」で、これも三河弁と共通する。例）「明日は雨だらあ」。出雲に推量の「～だら(あ)じ」がわずかに見られ、東海東山方言の一部でも同類の表現「～だらず、～じゃらず、～であらず」などがある。

- これは推量、意思の古語「～むず」に由来し「～にてあらむず」→「～であらんず、～であらうず」→「～だら(あ)ず」と変化したようである。出雲ではズとジの区別がない（どちらもジに近い発音）ため、「～だら(あ)じ」となる。
- また推量の「～だらあ」は「～だらあず」（「むず」起源）がさらに変化したという説と、「～であらむ（～だらう）」（「む」起源）から変化したという説があり、同様に「行かあ」も「いかむず→いかんず→いかあず→いかあ」と「いかむ（いかう）→いかあ」という二つの説がある。山陰については後者（「む」起源、「アウ→アー」の変化）で説明可能だが、出雲に「～だら(あ)じ」がわずかに見られることから、かつては山陰全域にわたって「むず」が分布していた可能性がある。また東海地方にかつて「アウ→アー」の変化があった可能性もある。

- 「借りる」は東山陰方言では「かれる」、雲伯方言では「かりる」という。（他の西日本は「かる」）
- 準体助詞を用いず直接「だ」が着くことがある。例）言っとるだ（言っているんだ）、どこ行くだあ？（どこへ行くのか？）。これはナヤシ方言や三河弁と共通する。（他の西日本方言では準体動詞「ん」を伴うことが多い。例）どこ行くん？（どこへ行くのか？））

断定の助動詞が「である」から「だ」になったり、ワ行五段動詞連用形に促音便を用いたりすることは、東日本方言と共通する子音優勢の傾向が反映しているという。

## 歴史的な問題
山陰の方言が東日本方言と類似する特徴がみられる理由については、１）西日本方言から分岐し独自に発展したとする説と、２）東日本と同じように子音を強く発音する性質があり、母音優勢の西日本（近畿・四国・山陽）とは異なる基層方言があったとする説がある。

## 比較表
| 区画               | 山陽方言   | 山陽方言   | 山陰方言       | 山陰方言       | 東日本方言 | 東日本方言 |
| 区画               | 中国方言   | 中国方言   | 中国方言       | 雲伯方言       | 奥羽方言   | 中部方言   |
| 区画               | 東山陽方言 | 西中国方言 | 東山陰方言     | 雲伯方言       | 奥羽方言   | 中部方言   |
| ------------------ | ---------- | ---------- | -------------- | -------------- | ---------- | ---------- |
| 音韻体系           | 表日本式   | 表日本式   | 表日本式       | 裏日本式       | 裏日本式   | 表日本式   |
| アウ→アー変化      | ×          | ×          | ○              | ○              | ×          | ×          |
| 断定助動詞         | じゃ       | じゃ       | だ             | だ             | だ         | だ         |
| ワ行五段動詞連用形 | ウ音便     | ウ音便     | 促音便、ア音便 | 促音便、ア音便 | 促音便     | 促音便     |
| 借りる             | カル       | カル       | カレル         | カリル         | カリル     | カリル     |